# Lasius fallax
Lasius fallax är en myrart som beskrevs av Wilson 1955. Lasius fallax ingår i släktet Lasius och familjen myror. Inga underarter finns listade i Catalogue of Life.

## Bildgalleri

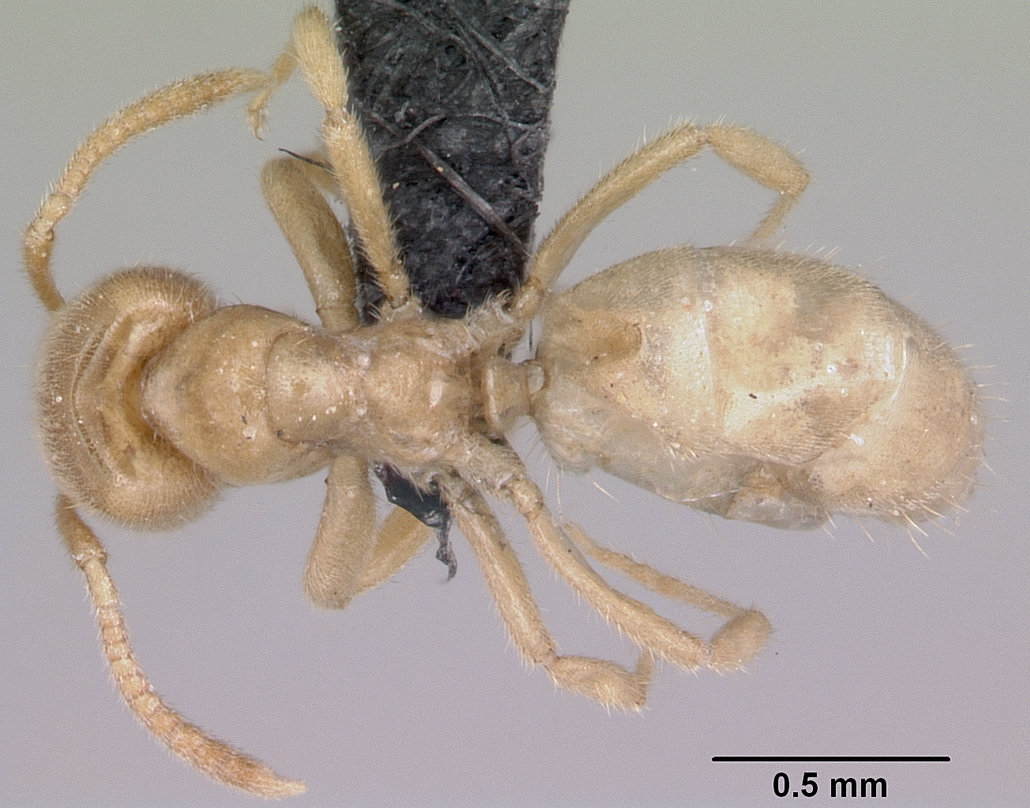
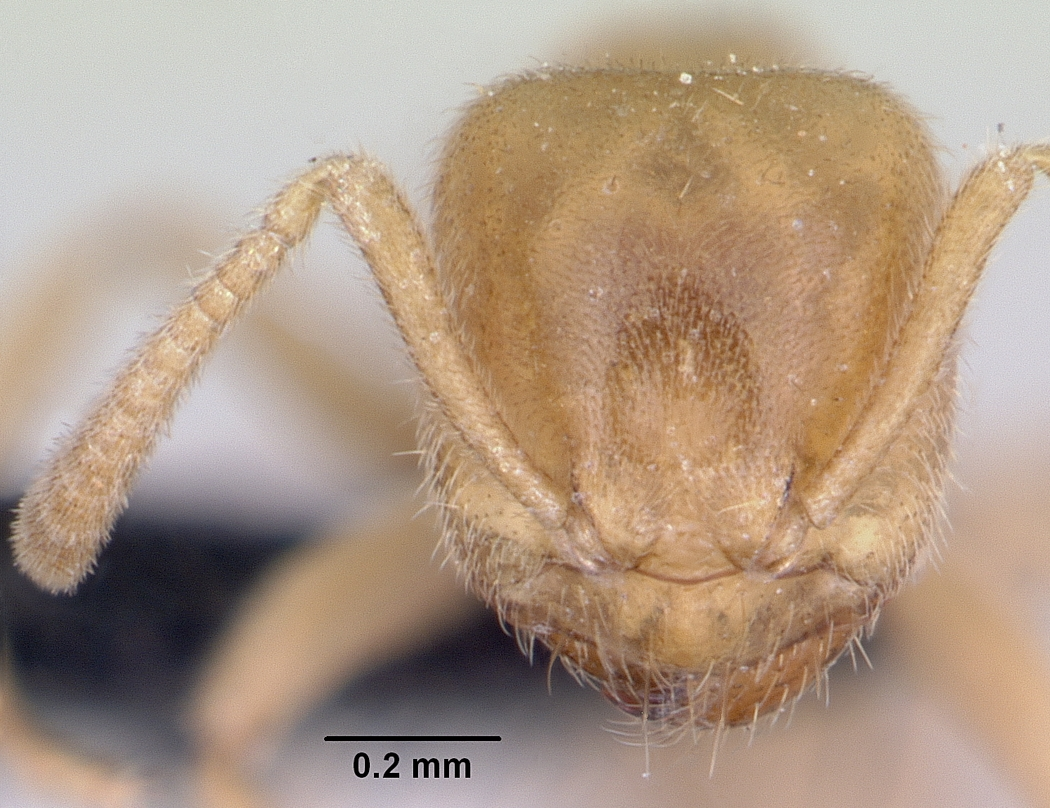
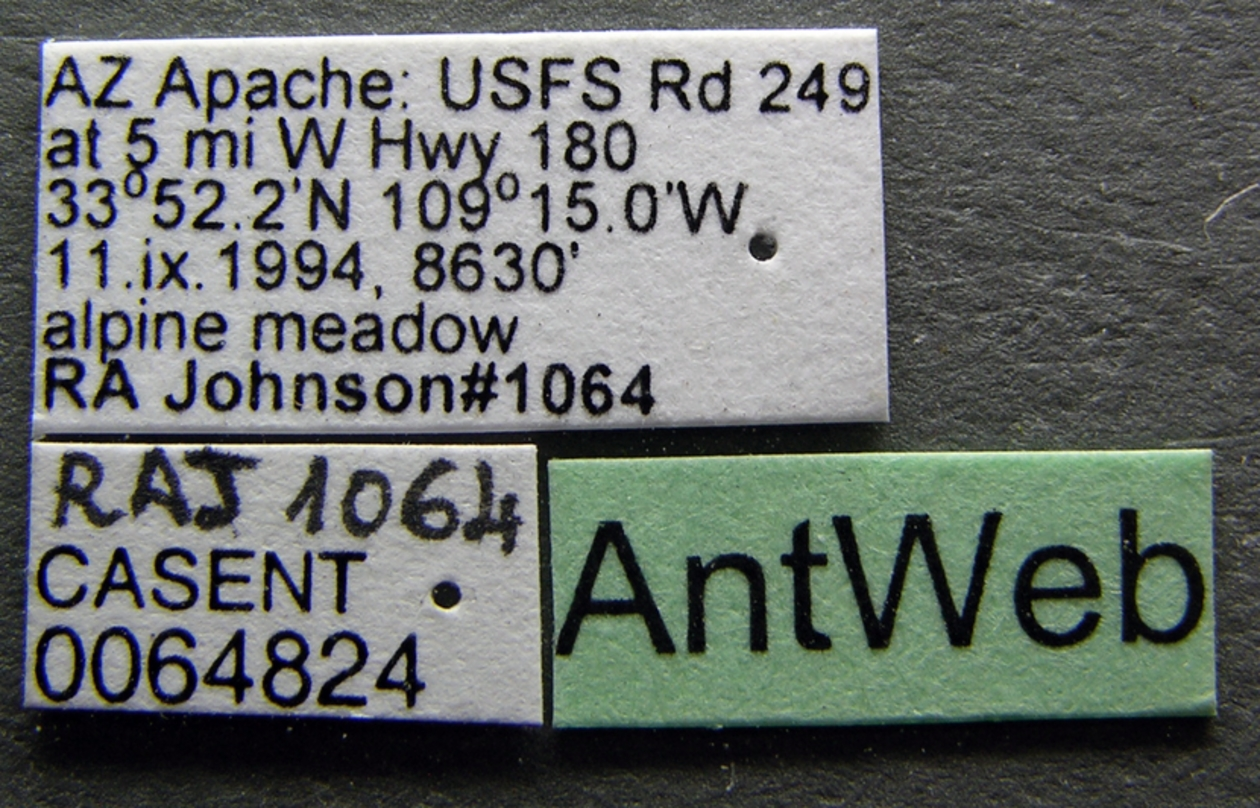
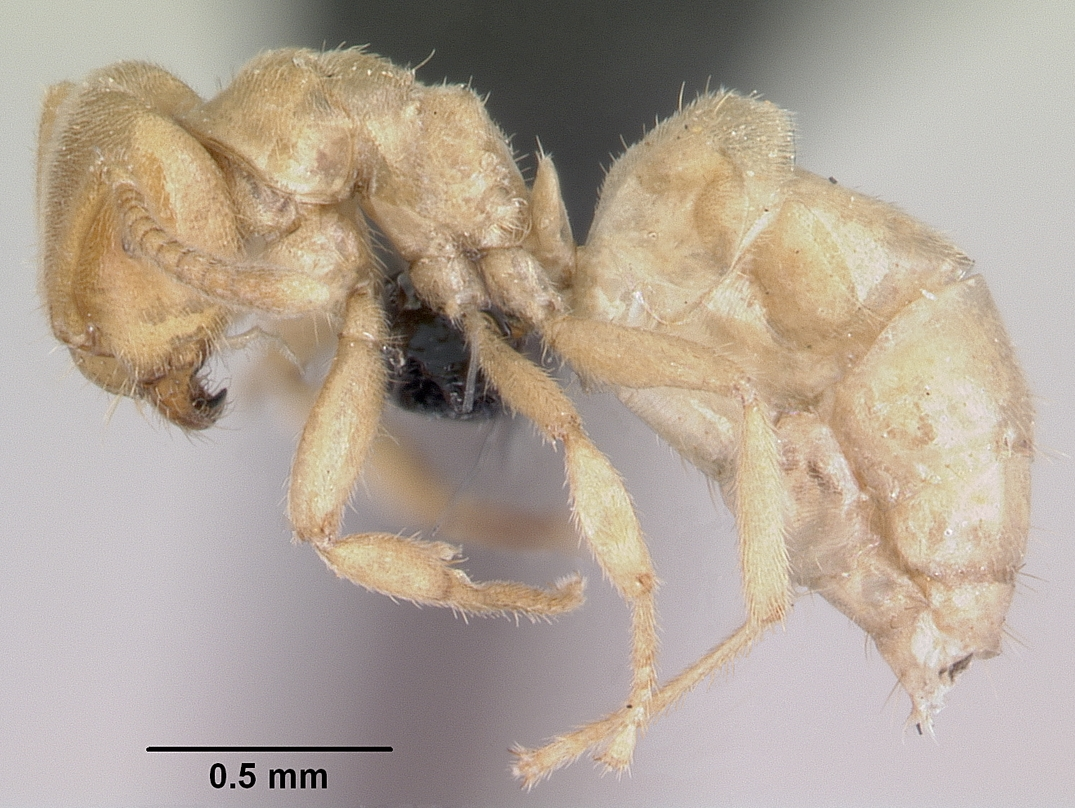